# Blood Inside
Blood Inside is het zesde album van de Noorse experimentele band Ulver. Het werd opgenomen in het eerste kwartaal van 2004. De muziekclip voor "It Is Not Sound" is opgenomen door Acoustic Kung Fu Films!, medio 2004, hierdoor is het album verlaat uitgebracht in 2005.

## Geluid en stijl
Het album is geïnspireerd door verscheidene genres, zoals black metal, doommetal, post-rock, jazz, klassieke muziek, industriële muziek en elektronische muziek.
It Is Not Sound is grotendeels gebaseerd op Toccata et Fuga in d-moll door Johann Sebastian Bach. De melodie op het keyboard die prominent aanwezig is, is gemakkelijk terug te herleiden naar het werk van Bach, zo zijn er ook andere elementen in de achtergrond aanwezig.
De teksten voor het nummer Christmas zijn overgenomen uit het gedicht met dezelfde naam van Fernando Pessoa uit 1922.

## Inhoud
1. "Dressed in Black" – 7:06
2. "For the Love of God" – 4:11
3. "Christmas" – 6:15
4. "Blinded by Blood" – 6:22
5. "It Is Not Sound" – 4:37
6. "The Truth" – 4:01
7. "In the Red" – 3:30
8. "Your Call" – 6:07
9. "Operator" – 6:08

## Bezetting
- Trine Paulsen, Kim Sølve – grafische vormgeving
- Ronan Chris Murphy – productie
- Audun Strype – mastering

### Gastmuzikanten
- Bosse – gitaarsolo op "For the Love of God"
- Carl-Michael Eide (as Czral) – drums op "Operator"
- Jeff Gauthier – viool op "Your Call"
- Håvard Jørgensen – gitaar op "Dressed in Black", "For the Love of God" en "Your Call"
- Mike Keneally – gitaar op "Christmas", solo op "Operator"
- Andreas Mjos – vibrafoon op "Blinded by Blood" en "In the Red"
- Maja Ratkje – koorzang op "Your Call"
- Knut Aalefjær – drums en percussie op "For the Love of God", "Christmas" en "Operator"